# Laodika Pontská
Laodika Thea (starořecky Λαοδίκη, Laodíkē) (130/129 př. n. l. ? – 105/90 př. n. l.?) byla pontská princezna a královna, dcera Mithridata V. a Laodiky VI. a také sestra a první žena Mithridata VI. Pontského. O vládu se společně se svým bratrem dělila od roku 116 do roku 90 před naším letopočtem.
Mithridatés VI. musel po zavraždění svého otce v roce 120 př. n. l. uprchnout a vládu ponechat své matce, která vykonávala roli regenta za jeho mladšího bratra, Mithridata Chresta. Mezi lety 116 a 113 př. n. l. se Mithridatés vrátil do vlasti, svrhl svou matku i bratra a oba nechal uvěznit. Hned poté se oženil se svou sestrou Laodikou.
K takovému sňatku přistoupil Mithridatés z toho důvodu, aby byla v dynastii zachována "čistá krev", aby potvrdil svůj vlastní nárok na trůn a aby se mohl oženit s někým, koho by mohl učinit spoluvládcem. Laodika tudíž byla prohlášena královnou a spoluvládkyní.
Zatímco byl její manžel nepřítomen, stala se obětí lživých informací o jeho smrti a udržovala četné milostné vztahy, mimo jiné i s manželovými přáteli. Poté, co se Laodika dozvěděla o tom, že je její manžel stále naživu, se chtěla vyhnout možnému trestu, a proto se pokusila svého muže otrávit. V roce 90 př. n. l. byl Mithridatés svými služebníky upozorněn na to, že proti němu Laodika připravuje spiknutí, a proto sestavil seznam jejích přívrženců i spiklenců, načež ihned uvěznil Laodiku a všechny ostatní, co figurovali na seznamu, aby je popravil. 
Po její smrti se odmítal Mithridatés oženit s jakoukoli ženou stejného jména a rovněž projevoval neochotu dát své příští ženě titul královny. Z toho důvodu si chtěl Monimu udržet nejdříve jako konkubínu, posléze však podlehl naléhání a titul královny jí přiznal.